# Paul Daneman
Paul Daneman, né le 29 octobre 1925 à Islington en Londres et mort le 28 avril 2001 dans le borough londonien de Richmond upon Thames, est un acteur britannique de cinéma, télévision, théâtre et doublage.

## Filmographie partielle

### Cinéma
- 1957 : Temps sans pitié (Time Without Pity) de Joseph Losey
- 1964 : Zoulou de Cyril R. Endfield
- 1967 : Comment j'ai gagné la guerre (How I Won the War) de Richard Lester
- 1969 : Ah Dieu ! que la guerre est jolie (Oh ! What a Lovely War) de Richard Attenborough

### Télévision
- 1960 : Destination Danger (Danger Man)
- 1988 : Les passions oubliées